# Parpar
Parpar är ett vattendrag i Syrien. Det ligger i provinsen Rif Dimashq, i den sydvästra delen av landet, 18 km sydväst om huvudstaden Damaskus.
Trakten runt Parpar består till största delen av jordbruksmark. Runt Parpar är det ganska tätbefolkat, med 75 invånare per kvadratkilometer.